# Kolya
Kolya (tjeckiska: Kolja) är en tjeckisk film från 1996, regisserad av Jan Svěrák.

## Handling
Franta Louka (Zdeněk Svěrák) är en framstående cellist i det av Sovjetunionen ockuperade Tjeckoslovakien. Louka får sparken från filharmonikerna och blir tvungen att spela på begravningar, ge privatlektioner och måla gravstenar för att kunna försörja sig. Den något ålderstigne ungkarlen och kvinnotjusaren Louka får inte ihop nog med pengar till sina skulder och till sin mor. Han ingår ett skenäktenskap med en ryska för att få pengar. Efter giftermålet flyr ryskan till Västtyskland och lämnar sin 5-åriga son, Kolya (Andrej Chalimon), kvar hos Louka. Detta förändrar Franta Loukas liv i en föränderlig tid.

## Om filmen
Kolya utspelar sig i Prag i slutet av 1980-talet och är baserad på en berättelse av Pavel Taussig.
Filmen belönades med Golden Globe 1996 och en Oscar 1997 för bästa utländska film.

## Rollista
| Zdeněk Svěrák     | – Louka     |
| Andrei Chalimon   | – Kolja     |
| Libuše Šafránková | – Klára     |
| Ondřej Vetchý     | – Brož      |
| Stella Zázvorková | – Maminka   |
| Ladislav Smoljak  | – Houdek    |
| Irina Livanova    | – Naděžda   |
| Silvia Šuvadová   | – Blanka    |
| Liliya Malkina    | – Tamara    |
| Karel Heřmánek    | – Musil     |
| Petra Špalková    | – Paša      |
| Nela Boudová      | – Brožová   |
| René Přibil       | – Pokorný   |
| Miroslav Táborský | – Novotný   |
| Slávka Budínová   | – Buštíková |